# 周家相
周家相。直隸新安縣（今屬安新縣）人，清朝政治人物。

## 生平
周家相為雍正二年（1724年）甲辰科進士。雍正九年（1731年），接替張朱霖擔任福建龍巖縣知縣一职。